# Чемпіонат України з регбіліг 2021
Чемпіонат України 2021 року з регбіліг.
Тринадцятий чемпіонат України з регбіліг серед чоловіків розіграли 2021 року 6 команд Суперліги, які на першому етапі з 27 березня по 17 жовтня провели турнір в одне коло. Планувалося, що 23-24 жовтня перші чотири команди у стикових матчах визначать володарів 1-2 та 3-4 місць, але оскільки само вони зустрічалися між собою в рамках останнього туру 16-17 жовтня, тому додаткові матчі було скасовано.

## Учасники
У сезоні 2021 року в UKRAINE SUPER LEAGUE взяли участь 6 регіональних франшиз:
1. Збірна Харківської області «Kharkiv Legion XIII»
2. Збірна міста Львів «КІВС – Lviv Tigers»
3. Збірна міста Київ «Kyiv Rhinos»
4. Збірна Рівненської області «Rivne Giants»
5. Збірна Хмельницької області «Khmelnytskyi Eagles»
6. Збірна Івано-Франківської та Закарпатської областей «Carpathian Trinity»

## Суперліга

### Турнірна таблиця
| Місце | Команда               | 1     | 2     | 3     | 4     | 5     | 6     | В | Н | П | Р:О     | О  |
| ----- | --------------------- | ----- | ----- | ----- | ----- | ----- | ----- | - | - | - | ------- | -- |
| 1     | «Kharkiv Legion XIII» |       | 66:10 | 48:7  | 54:8  | 50:10 | 66:0  | 5 | 0 | 0 | 284:35  | 15 |
| 2     | «КІВС – Lviv Tigers»  | 10:66 |       | 38:14 | 44:10 | 46:4  | 52:14 | 4 | 0 | 1 | 190:108 | 13 |
| 3     | «Khmelnytskyi Eagles» | 7:48  | 14:38 |       | 30:22 | 38:0  | 60:16 | 3 | 0 | 2 | 149:114 | 11 |
| 4     | «Carpathian Trinity»  | 8:54  | 10:44 | 22:30 |       | 30:0  | 41:8  | 2 | 0 | 3 | 111:136 | 9  |
| 5     | «Kyiv Rhinos»         | 10:50 | 4:46  | 0:38  | 0:30  |       | 38:24 | 1 | 0 | 4 | 52:188  | 7  |
| 6     | «Rivne Giants»        | 0:66  | 14:52 | 16:60 | 8:41  | 24:38 |       | 0 | 0 | 5 | 62:257  | 5  |

### Матч за 3-є місце(матч останнього туру)
17 жовтня 2021 р. Хмельницький, стадіон ХПК
«Khmelnytskyi Eagles» — «Carpathian Trinity» 30:22 (8:10)

### Фінал(матч останнього туру)
16 жовтня 2021 р. Харків, стадіон «Динамо»
«Kharkiv Legion XIII» — «КІВС – Lviv Tigers» 66:10 (32:0)